# Cassano Caudino
Cassano Caudino, nota anche semplicemente come Cassano è una frazione di 548 abitanti del comune Roccabascerana in provincia di Avellino. Da non confondere con l'omonimo comune di Cassano Irpino.

## Geografia fisica
Distante circa 3 km da Roccabascerana, si trova nella zona-nord di quest'ultimo, e a sud della vicinissima frazione di Squillani, il territorio di Cassano è prevalentemente collinare, e sorge a 410 metri sul livello del mare.

## Storia
Il nome dovrebbe derivare, da un tempio eretto in epoca etrusca dedicato a Giano (Casa-Jani), oppure secondo altre ipotesi, da una fortificazione romana detta "Castrum" Carissanum", come certificano i numerosi ritrovamenti di reperti della civiltà romana.

## Monumenti e luoghi d'interesse
A Cassano sono presenti:
- La Chiesa di S. Andrea, risalente al XIX secolo, che custodisce la statua della Madonna delle Grazie col Bambin Gesù.
- la Chiesa di Nostra Signora di Lourdes o della Madonna di Lourdes.
- Un antico tempio religioso (definito il primo edificio di Cassano) si trova sulla collinetta "Brecceto"[3]